# Ente comunale di assistenza
Gli enti comunali di assistenza (in sigla anche ECA), furono organismi comunali destinati ad assistere individui e famiglie in condizioni di particolari necessità. Furono istituiti durante il governo Mussolini nel 1937.
Nell'ambito del trasferimento in mani pubbliche dei compiti di assistenza, l'Ente si dotava di un proprio statuto e si poneva lo scopo di assistere coloro che si trovassero in condizioni di particolare necessità, doveva anche promuovere il coordinamento delle varie attività assistenziali esistenti nel comune. 
Compiti sussidiari erano:
- curare gli interessi dei poveri, assumendone la rappresentanza legale davanti alle autorità amministrative e giudiziarie;
- promuovere i provvedimenti amministrativi e giudiziari di assistenza e di tutela degli orfani e dei minorenni abbandonati, dei ciechi e dei sordomuti indigenti; amministrare le istituzioni di assistenza e di beneficenza ad esso affidate, così come i lasciti e le donazioni.

Venne disposto che i lasciti e i legati che avevano come destinatari i poveri dovessero pervenire all'E.C.A.
Nel corso degli anni,  sono demandate agli ECA altre forme di assistenza, ad esempio: post bellica (1945-1963), soccorso invernale (1954-1963), l'assistenza agli invalidi civili ciechi (1966-1975).
Ai sensi dell'art. 25 del D.P.R. 24 luglio 1977, n. 616, "Trasferimento e deleghe di funzioni amministrative ai comuni",  gli enti comunali di assistenza vennero soppressi e le loro funzioni, competenze, personale e beni trasferiti al comune in cui l'ente stesso aveva sede. Era inoltre previsto che le regioni con proprie leggi determinassero le norme sul passaggio del personale, dei beni e delle funzioni dei disciolti E.C.A. ai rispettivi comuni.
Da ultimo la legge n. 847/1937 è stata abrogata solo dall'art. 24 del D.L. 25 giugno 2008 n. 112, a far data dal centottantesimo giorno successivo alla data di entrata in vigore del medesimo decreto legge (convertito nella legge n. 133/2008).